# Friede von Bukarest (1812)

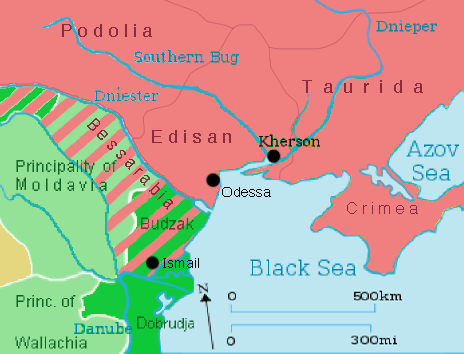
Russlands Vordringen vom Dnister an den Pruth, 1812

Der Frieden von Bukarest wurde am 28. Mai 1812 in Bukarest zwischen Zar Alexander I. und dem osmanischen Sultan Mahmud II. geschlossen. Er beendete den seit 1806 anhaltenden 7. Russisch-Türkischen Krieg zwischen dem Russischen und dem Osmanischen Reich.
Auslöser des 7. Russisch-Türkischen Krieges war die russische Besetzung der unter osmanischem Einfluss stehenden Fürstentümer Moldau und Walachei 1806. Konstantinopel erklärte daraufhin dem Russischen Reich am 24. Dezember 1806 den Krieg. 1812 war der russische Zar zur Vermeidung eines Zweifrontenkrieges zu einem raschen Frieden gezwungen, denn der Einmarsch Napoleons I. nach Russland stand bevor.
Mit der Friedensvereinbarung, die am 16. Maijul. / 28. Mai 1812greg. im Gasthof Hanul Manuc unterzeichnet wurde, erhielten die Russen das Königreich Imeretien im Kaukasus zugesprochen. Auf dem Balkan fielen der Budschak und die östlich des Pruth gelegene Hälfte des Fürstentums Moldau an das Zarenreich. Beides wurde später zur Provinz Bessarabien vereinigt. Die Grenze zwischen dem Osmanischen und Russischen Reich verlief ab 1812 nicht mehr am Dnister, sondern rund 100 km weiter westlich am Pruth. Für diesen Territorialgewinn verzichtete Russland auf die osmanisch beherrschten Donaufürstentümer Moldau (westlich des Pruth) und Walachei.